# Роуз и Бернард
Роуз и Бернард Нэдлер (англ. Rose Nadler, Bernard Nadler) — персонажи американского телесериала «Остаться в живых». Американский дантист, доктор Бернард Нэдлер женится на Роуз Хендерсон менее чем за год до катастрофы. Роуз Нэдлер — одна из выживших, летевших в центральной части самолёта рейса Oceanic 815 и жена Бернарда. Она была разделена с ним в течение 48 дней после катастрофы. Несмотря на то, что остальные выжившие думали, что пассажиры из хвостовой части погибли, Роуз, как она говорила, была уверена — Бернард жив. Роуз излечилась от смертельной болезни, находясь на Острове, подобно Локку.

## Биография

### До авиакатастрофы
Роуз долгое время жила в районе Бронкс, Нью-Йорка. О её жизни до встречи с Бернардом почти ничего неизвестно, кроме того, что она несколько лет лечилась от смертельной болезни. По её словам, последние два года казалось, будто болезнь отступила, но всё началось снова.
Они познакомились случайно, когда машина Роуз забуксовала на заснеженной дороге. Бернард помог выбраться, и когда они оба уже были готовы разъехаться в разные стороны, вдруг пригласил женщину на чашечку кофе. Спустя пять месяцев после их первой встречи во время обеда в ресторане с видом на Ниагарский водопад Бернард предложил Роуз стать его женой. Он сказал, что именно её он мечтал встретить всю свою жизнь, и понял это уже через пять минут после встречи.
Роуз, не давая ответа, сообщает, что она смертельно больна раком, и ей осталось жить год, возможно, немного дольше. Тем не менее Бернард вновь делает ей предложение, на что Роуз отвечает утвердительно.
Во время их медового месяца Бернард берёт её с собой в Австралию, чтобы увидеть целителя, Айзека из Улуру, которому он заплатил 10 тысяч долларов. Роуз сердится и говорит: «Я вполне смирилась с тем, что будет со мной». Однако Бернарду удаётся убедить Роуз поговорить с Айзеком, который утверждает, что его офис находится на вершине места огромной энергии, возможно, магнитной или геологической. Он говорит, что попытается использовать эту энергию, чтобы дать её другим. Однако он говорит, что не может помочь Роуз, потому что энергия в Австралии не подходит ей. Он даже предлагает вернуть деньги Бернарда, но Роуз говорит ему оставить их себе, говоря, что она скажет Бернарду, что Айзек исцелил её, чтобы Бернард перестал пытаться спасти её жизнь.
В аэропорту, ожидая посадки, Роуз роняет таблетки. Джон Локк, проезжающий в этот момент рядом  в инвалидном кресле, возвращает их ей.
В самолёте Роуз сидела на месте 23D, через проход от Джека. Её муж отошёл в туалет, и вдруг началась турбулентность. Женщина занервничала, и Джек подбодрил её, они разговорились. Роуз поделилась, что боится летать, а муж всегда её успокаивает, мол, самолёты к воздуху привычны. Джек сказал, что её муж разумный человек, и предложил составить компанию, пока тот не вернётся. А всего через несколько минут самолёт развалился на три части.

### На Острове
После крушения Роуз потеряла сознание. Её нашёл Бун и принялся делать искусственное дыхание. На помощь Буну пришёл Джек, и Роуз пришла в себя. Когда в первый вечер люди услышали ужасные звуки из джунглей, Роуз показалось, что в них есть что-то знакомое.
На второй день Роуз немного помогала раненым, но после впала в прострацию. Она сидела на берегу моря, глядела вдаль и прижимала к губам кольцо, которое Бернард всегда отдавал ей на время полёта, потому что у него отекали пальцы. Одинокую женщину заметил Бун, он забеспокоился, что она ничего не ест и не пьёт, и обратил на неё внимание Джека.
Джек попытался вывести Роуз из заторможенного состояния. Наконец она откликнулась и заговорила. Когда Джек рассказал, что вечером состоится поминальная служба по погибшим и спросил, не хочет ли Роуз что-то сказать о своем муже, попрощаться с ним, она удивлённо взглянула на него и сказала: «Мой муж не умер». Джек попытался деликатно объяснить, что все, кто летел в хвостовой части, погибли. Но Роуз ответила, что они, возможно, думают то же самое о самих выживших.
Бернард — один из 23 спасшихся пассажиров, находившихся в момент катастрофы в хвостовой части самолета рейса 815 («Другие 48 дней»). Его находят застрявшим на дереве, пристегнутым к самолетному креслу. На сорок первый день Бернард ловит сигнал Буна по рации и отвечает на его слова «Наш самолёт попал в аварию. Рейс 815» тем, что говорит: «Мы тоже были на рейсе 815». Прежде чем продолжить разговор, Ана выключает рацию, отвергая передачу как очередную уловку Других. Бернард спрашивает, как они могли знать номер их рейса, но Ана указывает, что Другие могли знать это.
Бернард и Роуз воссоединяются, когда группа выживших из хвостовой части самолета приходит в лагерь выживших из средней части (серия «Столкновение»).
В серии «S.O.S.» второго сезона показано, что Бернард ссорится с Роуз из-за найденных запасов еды из самолета DHARMA Initiative. Бернард утверждает, что выжившие «отступились» от надежды спастись. Ссылаясь на самолёт снабжения, который, должно быть, сбросил пайки DHARMA, Бернард  предлагает создать знак SOS. Роуз отвергает этот план, говоря, что он даёт людям «ложную надежду».
Бернард просит Чарли Пэйса и мистера Эко помочь ему построить знак SOS, но они оба отвечают, что они слишком заняты строительством церкви. Бернард, не веря в кажущееся бесцеремонным отношение выживших к их спасению, уходит прочь.
Позже Бернард рассказывает уменьшившейся группе новый план принести камни с поля для знака SOS. Хёрли и Джин (Дэниел Дэ Ким) выражают скептицизм по поводу навыков планирования Бернарда. Бернард сталкивается с большей апатией, когда пытается заручиться помощью Сойера, и говорит Роуз, что его группа уменьшилась до четырёх. Бернард и Роуз спорят, поскольку Роуз предполагает, что его навыки руководителя не на должном уровне. Позже Бернард и Джин вступают в спор по поводу размещения камней. Джин, заметно уставший от работы, уходит. Бернард кричит ему, что он хочет забрать Роуз домой, но Джин просто извиняется и уходит.
Роуз рассказывает Локку о плане Бернарда, но Локк более менее сочувствует ему. Локк говорит, что он «не вернётся в бункер», но Роуз скептично относится к этому заявлению. Локк говорит ей, что Джек диагностировал четырёхнедельный период выздоровления, но Роуз говорит: «Вы не хуже меня знаете, что это случится гораздо скорее».
Бернард продолжает работать над знаком SOS в одиночку. Роуз приносит ему ужин и хочет извиниться за то, что солгала ему о том, что Айзек исцелил её. Роуз говорит, что, тем не менее, она исцелилась, потому что после авиакатастрофы она «больше не чувствовала» заразу внутри себя. Она говорит ему, что остров исцелил её, и говорит ему с абсолютной уверенностью, что она знает, что кто-то или что-то исцелило её. Бернард понимает, что Роуз не хочет, чтобы её спасали из-за страха, что она вновь заболеет за пределами острова. Узнав правду он говорит Роуз, что он не покинет остров и не будет пытаться продолжать строить знак.
В пятом сезоне Кейт и Сойер увидели Роуз и Бернарда на пляже. Кейт спросила: «Почему вы не дали о себе знать?», на что Роуз ответила: «Зачем?».

### В альтернативной версии
В иной реальности Роуз помогает Локку устроиться на работу учителем на замену. Также она сообщает о том, что у неё последняя стадия рака.